# Kolonin och protektoratet Nigeria
Kolonin och protektoratet Nigeria skapades genom sammanslagning av Norra Nigeriaprotektoratet och Södra Nigeriaprotektoratet den 1 januari 1914, delvis på grund av ekonomiska svårigheter, men också stigande spänning med de tyska besittningarna.
Som en av de rikaste brittiska besittningarna, var den stark kandidat för tidig självständighet. Nigerias autonomi stärkes med skapandet av Federationen Nigeria den 1 oktober 1954, innan full självständighet utropades 1960.

### Fotnoter
1. ↑  ”Nigeria”. World Statesmen. http://www.worldstatesmen.org/Nigeria.htm. Läst 23 mars 2012.